# Андерсон (Міссурі)
Андерсон (англ. Anderson) — місто (англ. city) в США, в окрузі Макдональд штату Міссурі. Населення — 1981 особа (2020).

## Географія
Андерсон розташований за координатами 36°39′8″ пн. ш. 94°26′36″ зх. д. / 36.65222° пн. ш. 94.44333° зх. д. (36.652268, -94.443319).  За даними Бюро перепису населення США в 2010 році місто мало площу 5,33 км², уся площа — суходіл. В 2017 році площа становила 5,89 км², уся площа — суходіл.

## Демографія
Згідно з переписом 2010 року, у місті мешкала 1961 особа в 715 домогосподарствах у складі 486 родин. Густота населення становила 368 осіб/км².  Було 843 помешкання (158/км²).
Расовий склад населення:
| - 85,8 % — білих - 4,8 % — корінних американців - 0,6 % — азіатів - 0,5 % — вихідців з тихоокеанських островів - 0,4 % — чорних або афроамериканців - 4,9 % — осіб інших рас |

До двох чи більше рас належало 2,9 %. Частка іспаномовних становила 9,7 % від усіх жителів.
За віковим діапазоном населення розподілялося таким чином: 27,0 % — особи молодші 18 років, 57,8 % — особи у віці 18—64 років, 15,2 % — особи у віці 65 років та старші. Медіана віку мешканця становила 34,3 року. На 100 осіб жіночої статі у місті припадало 95,9 чоловіків;  на 100 жінок у віці від 18 років та старших — 90,8 чоловіків також старших 18 років.
Середній дохід на одне домашнє господарство  становив 47 355 доларів США (медіана — 36 400), а середній дохід на одну сім'ю — 54 901 долар (медіана — 41 775). Медіана доходів становила 35 183 долари для чоловіків та 26 100 доларів для жінок. За межею бідності перебувало 20,6 % осіб, у тому числі 22,8 % дітей у віці до 18 років та 15,5 % осіб у віці 65 років та старших.
Цивільне працевлаштоване населення становило 980 осіб. Основні галузі зайнятості: виробництво — 31,3 %, освіта, охорона здоров'я та соціальна допомога — 20,8 %, роздрібна торгівля — 13,6 %, мистецтво, розваги та відпочинок — 11,4 %.